# 藤原智子
藤原 智子（ふじわら ともこ、1932年4月25日 - 2018年6月19日）は、日本の映画監督・脚本家。

## 経歴
東京都出身。東京大学文学部では美術史を専攻していた。1955年、同大学を卒業後、記録映画監督を志し新理研映画に入社、ニュース映画制作に携わる。その後日本映画新社に移籍し、1960年に「オランウータンの知恵」でデビュー。一時期、子育てで現場を離れるが、1980年、47歳で復帰した。
1980年代に製作した能・歌舞伎などの複数の短編記録映画に対して、文部大臣賞・芸術作品賞などを受賞している。
さっぽろ映画祭やあいち国際女性映画祭などにゲストとして出演している。
2018年6月19日、特発性肺線維症のため死去。86歳。

## 作品リスト
- オランウータンの知恵 (1960年)
  - 監督デビュー作
- 歌舞伎の後見 (1992年)
  - 歌舞伎の舞台において、能楽師の補助をする後見の役割について追った作品。
- 杉の子たちの50年 (1995年)
  - 第二次世界大戦中の学童疎開を主題とした作品。
  - 日本映画ペンクラブ・ノンシアトリカル部門第一位受賞。
- ルイズ その旅立ち (1997年)
  - 大杉栄・伊藤野枝夫妻の四女・伊藤ルイの活動を追った作品。
  - 日本映画ペンクラブ・ノンシアトリカル部門第一位、キネマ旬報文化映画部門第一位、毎日映画コンクール文化映画賞、スポニチ文化芸術大賞優秀賞など受賞。
- 伝説の舞姫 崔承喜 -金梅子が追う民族の心- (2000年)
  - 「世紀の歌姫」と絶賛された崔承喜の半生を、韓国舞踊会の第一人者・金梅子が追った作品。
  - 山本安英賞受賞。
- 夢は時を越えて -津田梅子が紡いだ絆- (2000年)
  - 津田塾大学の創始者・津田梅子の足跡を追った作品。
  - キネマ旬報文化映画部門第一位、第55回毎日映画コンクール記録映画文化映画賞、日本映画ペンクラブノンシアトリカル部門第一位ほか、多数受賞
- ベアテの贈りもの (2004年)
  - 日本国憲法第24条男女平等の条文の草案を書いたベアテ・シロタ・ゴードンの物語。
  - 2005年度芸術選奨文部大臣賞受賞。
- シロタ家の20世紀 (2008年)
  - 戦争に翻弄され続けたベアテらシロタ家の物語。「ベアテの贈りもの」の続編とも言える作品。
  - 第7回キエフ国際ドキュメンタリー映画祭審査員大賞受賞。

### 脚本
- 鳥獣戯画 (1966年)
  - 監督：松川八洲雄、鳥獣戯画を主題とした美術映画。

## 栄典
- 2009年4月 旭日小綬章受章[2]

## 関連文献
- 「ベアテの贈りもの」公式サイト - ウェイバックマシン（2004年12月12日アーカイブ分）
- 「シロタ家の20世紀」公式サイト
- 「シロタ家の20世紀」がヒット（バラエティ・ジャパン）